# Estrepsípters
Els estrepsípters (Strepsiptera, gr. "ales retorçades") són un ordre d'insectes que conté unes 600 espècies distribuïdes en deu famílies. Excepte pel seu estadi larval inicial i la dels imagos mascles que són de vida lliure, passen la seva vida com a endoparàsits d'altres insectes com ara abelles, vespes, peixets de plata i paneroles.

## Morfologia
Els mascles adults son de vida lliure i tenen ales, potes, ulls i antenes; la boca està en gran part modificada en estructures sensorials. Les ales anteriors estan molt reduïdes i recorden els halteris dels dípters, amb els què no estan relacionats; les ales posteriors són grans i membranoses. Las femelles son larviformes i en general romanen a l'interior de l'hoste.

## Història natural
Els mascles adults viuen només poques hores i no s'alimenten. Totes les femelles conegudes (excepte en la família Mengenillidae) mai abandonen els seus hostes i no tenen ales ni potes. Les larves sí que tenen potes i cerquen activament nous hostes. Els seus hostes inclouen els membres dels ordres Zygentoma, Orthoptera, Blattodea, Mantodea, Heteroptera, Hymenoptera, i Diptera. En la família Myrmecolacidae, els mascles parasiten formigues i en canvi les femelles són paràsites d'ortòpters.

## Taxonomia
Els estrepsípters es subdivideixen en dos grups principals: Stylopidia i Mengenillidia.
Mengenillidia inclou tres famílies extingides (Cretostylopidae, Protoxenidae i Mengeidae) i dues d'actuals (Bahiaxenidae i Mengenillidae; però aquesta darrera no és monofilètica. Aquest grup es considera més primitiu.
L'altre grup, Stylopidia, inclou set famílies: Corioxenidae, Halictophagidae, Callipharixenidae, Bohartillidae, Elenchidae, Myrmecolacidae i Stylopidae. Tots els Stylopidia tenen femelles endoparàsites.

## Filogènia
Posició filogenètica suggerida dels Strepsiptera:
|  | \| \| Megaloptera \| \| \| \| \| \| Raphidioptera \| \| \| \| \| \| Neuroptera \| \| \| \| |
|  |                                                                                            |
|  | Coleoptera                                                                                 |
|  |                                                                                            |
|  | Megaloptera                                                                                |
|  |                                                                                            |
|  | Raphidioptera                                                                              |
|  |                                                                                            |
|  | Neuroptera                                                                                 |
|  |                                                                                            |

|  | Megaloptera   |
|  |               |
|  | Raphidioptera |
|  |               |
|  | Neuroptera    |
|  |               |

| Strepsiptera | \| \| Stylopidia \| \| \| \| \| \| ?Mengenillidae \| \| \| \| |
|              | \| \| Stylopidia \| \| \| \| \| \| ?Mengenillidae \| \| \| \| |
|              | Stylopidia                                                    |
|              |                                                               |
|              | ?Mengenillidae                                                |
|              |                                                               |

|  | Stylopidia     |
|  |                |
|  | ?Mengenillidae |
|  |                |

|  | Diptera      |
|  |              |
|  | Mecoptera    |
|  |              |
|  | Siphonaptera |
|  |              |

|  | Trichoptera |
|  |             |
|  | Lepidoptera |
|  |             |

|  | Diptera      |
|  |              |
|  | Mecoptera    |
|  |              |
|  | Siphonaptera |
|  |              |

|  | Trichoptera |
|  |             |
|  | Lepidoptera |
|  |             |

|  | Diptera      |
|  |              |
|  | Mecoptera    |
|  |              |
|  | Siphonaptera |
|  |              |

|  | Trichoptera |
|  |             |
|  | Lepidoptera |
|  |             |

|  | Diptera      |
|  |              |
|  | Mecoptera    |
|  |              |
|  | Siphonaptera |
|  |              |

|  | Trichoptera |
|  |             |
|  | Lepidoptera |
|  |             |

|  | \| \| Megaloptera \| \| \| \| \| \| Raphidioptera \| \| \| \| \| \| Neuroptera \| \| \| \| |
|  |                                                                                            |
|  | Coleoptera                                                                                 |
|  |                                                                                            |
|  | Megaloptera                                                                                |
|  |                                                                                            |
|  | Raphidioptera                                                                              |
|  |                                                                                            |
|  | Neuroptera                                                                                 |
|  |                                                                                            |

|  | Megaloptera   |
|  |               |
|  | Raphidioptera |
|  |               |
|  | Neuroptera    |
|  |               |

| Strepsiptera | \| \| Stylopidia \| \| \| \| \| \| ?Mengenillidae \| \| \| \| |
|              | \| \| Stylopidia \| \| \| \| \| \| ?Mengenillidae \| \| \| \| |
|              | Stylopidia                                                    |
|              |                                                               |
|              | ?Mengenillidae                                                |
|              |                                                               |

|  | Stylopidia     |
|  |                |
|  | ?Mengenillidae |
|  |                |

|  | Diptera      |
|  |              |
|  | Mecoptera    |
|  |              |
|  | Siphonaptera |
|  |              |

|  | Trichoptera |
|  |             |
|  | Lepidoptera |
|  |             |

|  | Diptera      |
|  |              |
|  | Mecoptera    |
|  |              |
|  | Siphonaptera |
|  |              |

|  | Trichoptera |
|  |             |
|  | Lepidoptera |
|  |             |

|  | Diptera      |
|  |              |
|  | Mecoptera    |
|  |              |
|  | Siphonaptera |
|  |              |

|  | Trichoptera |
|  |             |
|  | Lepidoptera |
|  |             |

|  | Diptera      |
|  |              |
|  | Mecoptera    |
|  |              |
|  | Siphonaptera |
|  |              |

|  | Trichoptera |
|  |             |
|  | Lepidoptera |
|  |             |